# کلاته ابراهیم‌آباد
کلاته ابراهیم خان، روستایی از توابع شاندیز شهرستان طرقبه شاندیز در استان خراسان رضوی ایران است، کلاته یعنی قلعه یا دهی کوچک که بربلندی ساخته باشند و علت نامگذاری به عنوان ابراهیم خان اینست که برادر نادر شاه افشار، ابراهیم‌خان ظهیرالدوله افشار نام داشت و یکی از سرداران سپاه نادرشاه افشار نیز بود، مدتی به عنوان حاکم خراسان انتخاب شده و طی این حکومت بر خراسان در این مکان به سکونت و تشکیل سپاه پرداخته بود. امروزه این روستا در منطقه ای ویژه از نظر شرایط آب و هوایی،توریست و بافت شهری قرار دارد.
امروزه این روستا به خاطر موقعیت مکانی خوب، دارای امکانات مناسب برای زندگی به وجود آورده است.
امکانات جغرافیایی مانند داشتن بافت شهری،آب و هوای ییلاقی، ویلاهای مناسب برای اجاره. امکانات رفاهی مانند سوپر مارکت، پروتئین، آشپزخانه،اقامتگاه و ...
در آینده می شود به عنوان شاهراه منطقه شاندیز از این راه جاده ای یاد کرد بخاطر ارتباط داشتن این روستا با جاده سنتو(ساغشک،کاهو،گلمکان،قوچان و ... )از سمت محور منطقه طرقبه شاندیز.

## جمعیت
این روستا در اطراف شاندیز قرار دارد و براساس سرشماری مرکز آمار ایران در سال ۱۳۸۵، جمعیت آن ۳۰۰ نفر (۶۰خانوار) بوده‌است. این منطقه تنها روستای کردنشین منطقهٔ شاندیز است.

## ریشه‌های ادبی واژه کلاته
شعر از شاهنامه فردوسی که می‌گفت: چو دیوار شهر اندر آید ز پای/
کلاته نباید که ماند به‌جای.